# الزنباق (الرقة)
الزنباق قرية سورية تتبع ناحية عين عيسى في منطقة تل أبيض في محافظة الرقة. بلغ عدد سكانها 665 نسمة في عام 2004 حسب إحصاء المكتب المركزي للإحصاء.